# Gandekan (Jebres)
Gandekan is een bestuurslaag in het regentschap Surakarta van de provincie Midden-Java, Indonesië. Gandekan telt 7892 inwoners (volkstelling 2010).